# Kenderesi István
Kenderesi István (Budapest, 1941. november 9. –) magyar labdarúgó, kapus, üzletember, szállodatulajdonos.

## Pályafutása
A Ferencváros csapatában kezdte a labdarúgást. 1961-től 1965-ig szerepelt a Csepel, majd 1965-ben a Szállítok csapatában. 1966-ban a Vasas együttesében mutatkozott be, ahol az első idényben tagja volt a bajnokcsapatnak. 1969-ben elhagyta az országot és a holland Twente Enschede labdarúgója lett. Az 1971–72-es idényben holland bajnoki bronzérmes lett a csapattal. 1972 és 1975 között a belga Beerschot együttesében szerepelt. 1975 és 1978 között belga alsóbb osztályú csapatokban fejezte be a pályafutását.

## Sikerei, díjai
- Magyar bajnokság
  - bajnok: 1966
  - 3.: 1968
- Holland bajnokság
  - 3.: 1971–72
- Bajnokcsapatok Európa-kupája (BEK)
  - negyeddöntős: 1967–68